# Безсмертна Ганна Іванівна
Га́нна Іва́нівна Безсме́ртна (нар. 19 серпня 1936, селище Величківка, тепер Лубенського району Полтавської області) — українська радянська діячка, головний інженер Дніпропетровського швейного виробничого об'єднання «Дніпро», голова правління ЗАТ «Дніпро» Дніпропетровської області. Депутат Верховної Ради УРСР 9—10-го скликань.

## Біографія
У 1958 році закінчила Київський технологічний інститут легкої промисловості.
У 1958—1961 роках — технолог пошивної, майстер експериментальної дільниць Павлоградської швейної фабрики Дніпропетровської області.
З 1961 року — головний інженер Дніпропетровської швейної фабрики № 1, з 1976 року — головний інженер Дніпропетровського виробничого швейного об'єднання «Дніпро».
Член КПРС з 1966 року.
У 1983—1994 роках — генеральний директор Дніпропетровського швейного виробничого об'єднання «Дніпро». З 1994 року — голова правління швейно-торговельної фірми «Дніпро» (потім — Закритого акціонерного товариства "Швейно-торговельна фірма «Дніпро»).
Проживає у місті Дніпропетровську.

## Нагороди
- ордени;
- орден княгині Ольги III ступеня (2002);
- медалі/